# Anacreonte (planeta)
En el Ciclo de Trántor, de Isaac Asimov, Anacreonte (en inglés, Anacreon) es un planeta ficticio de la Periferia Galáctica que está a 8 parsecs (26 años luz) de Términus y 10.000 de Trántor, capital del Imperio Galáctico.

## Historia
En la ficción de Asimov, Anacreonte fue capital de la prefectura del mismo nombre durante el apogeo del Imperio Galáctico. En el año 50 E.F. (Era de la Fundación), 200 años antes de la caída del Imperio, obtuvo la independencia. En 2 ocasiones intentó atacar a la Primera Fundación, pero fracasó y cayó bajo el dominio religioso de ésta. Durante la Guerra de Stettin, Anacreonte fue campo de batalla (o mejor dicho su campo estelar lo fue).

## Política y economía
Anacreonte es el planeta más poblado y rico de la Fundación y durante la Sexta Crisis Seldon (finales del siglo V E.F.) fue una alternativa de capital a Términus. Posee más concejales que ningún otro planeta en el Parlamento de la Confederación de la Fundación. La principal actividad económica es la industria nuclear y la fabricación de las naves civiles y militares de la Fundación.
- Datos: Q1083967